# Ivànovka (Oriol)
Ivànovka - Ивановка (rus) - és un poble a l'óblast d'Oriol, a Rússia, segons el cens del 2010 tenia 41 habitants. Pertany al districte municipal de Verkhóvie.